# Kościół św. Wojciecha we Wrocławiu
Kościół św. Wojciecha, niem. Adalbertkirche, we Wrocławiu przy pl. Dominikańskim na Starym Mieście – jeden z największych i najstarszych kościołów gotyckich miasta. Podwójne Sanktuarium: Matki Bożej Podkamieńskiej i Błogosławionego Czesława.

## Historia
Pierwotnie zbudowany na tym miejscu romański kościół, ufundowany prawdopodobnie przez Bogusława, brata Piotra Włosta, powstał na początku XII wieku i został poświęcony w 1112 świętemu Wojciechowi przez biskupa Żyrosława I. Był to pierwszy kościół na lewym brzegu Odry powstały w czasach jeszcze przed lokacją miasta (przy skrzyżowaniu głównych dróg handlowych znajdowało się tu przedlokacyjne osiedle). Na mocy postanowienia papieża Eugeniusza III z 19 października 1148 kościół św. Wojciecha został przekazany kanonikom regularnym z Sobótki, równolegle pełniąc funkcję kościoła parafialnego, zaś 17 kwietnia 1226 sprowadzonym z Krakowa dominikanom. W tym czasie rozbudowano kościół od wschodu o późnoromańskie prezbiterium. W czasie najazdu mongolskiego w 1241 zasłużył się dominikański przeor Czesław Odrowąż, później uznany za błogosławionego patrona miasta. Podczas tego najazdu zniszczony został zarówno sam kościół, założony przez Czesława Odrowąża klasztor, jak i prawdopodobnie całe lewobrzeżne miasto.
Najazd Śląska i Wrocławia przez Mongołów w 1241 r. opisał Jan Długosz w Rocznikach Królestwa Polskiego. Gdy mieszczanie w popłochu opuścili miasto, Henryk Pobożny zebrał żywność do zamku i nakazał, ze względów strategicznych, spalenie miasta:

Tatarzy zaś, zastawszy miasto spalone i ogołocone zarówno z ludzi, jak z jakiegokolwiek majątku, oblegają zamek wrocławski. Lecz gdy przez kilka dni przeciągali oblężenie, nie usiłując zdobyć [zamku], brat Czesław z zakonu kaznodziejskiego, z pochodzenia Polak, pierwszy przeor klasztoru św. Wojciecha we Wrocławiu /.../, modlitwą ze łzami wzniesioną do Boga odparł oblężenie. Kiedy bowiem trwał w modlitwie, ognisty słup zstąpił z nieba nad jego głowę i oświetlił niewypowiedzianie oślepiającym blaskiem całą okolice i teren miasta Wrocławia. Pod wpływem tego niezwykłego zjawiska serca Tatarów ogarnął strach i osłupienie do tego stopnia, że zaniechawszy oblężenia uciekli raczej niż odeszli.

Około 1250 rozpoczęto odbudowę kościoła, już w stylu gotyckim, jako jednonawowy budynek z transeptem. W 1270 ukończono korpus kościoła, w 1359 ukończono wieżę, w początku XIV w. zbudowano w miejsce dotychczasowego nowe, wielobocznie zamknięte prezbiterium, zaś przed 1487 kościół ponownie powiększono, przedłużając nawę o jedno przęsło od zachodu oraz podwyższając mury o prawie siedem metrów. Pierwotnie wnętrze kościoła pokryte było polichromią. Zachowane fragmenty polichromii z II poł. XV w. widoczne są w przedsionku do dawnego baptysterium (obecnie kaplica akademicka). Zachodnią elewację ozdobiono wydatnym ceramicznym szczytem, który stał się wzorem dla analogicznych form na kościele św. Doroty oraz kościoła Bożego Ciała. Uszkodzony hełm kościoła został przebudowany, zakończono go formą renesansową.

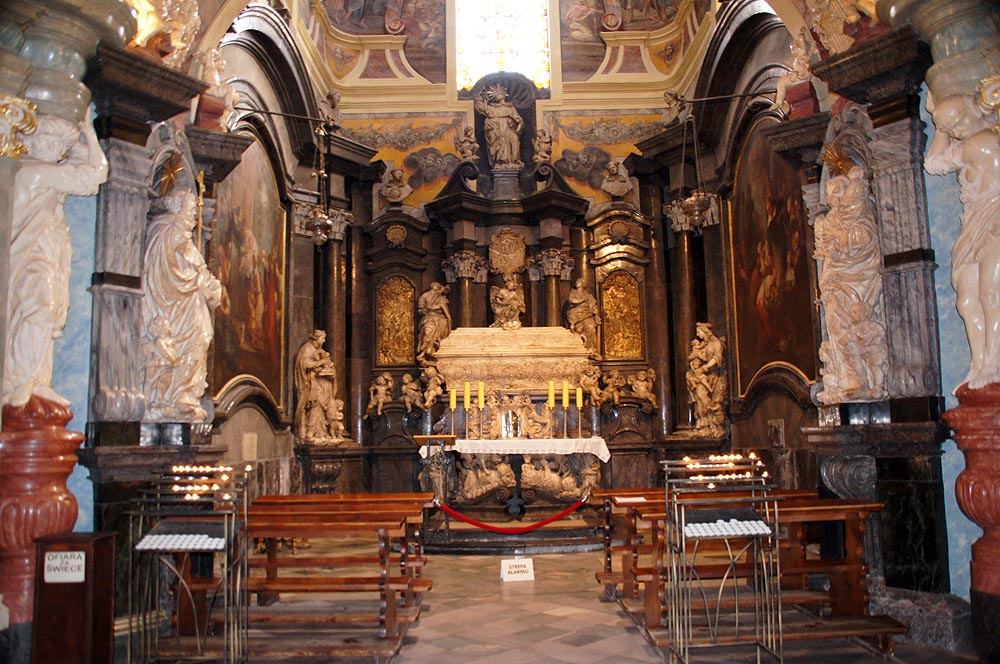
Kaplica z grobowcem bł. Czesława

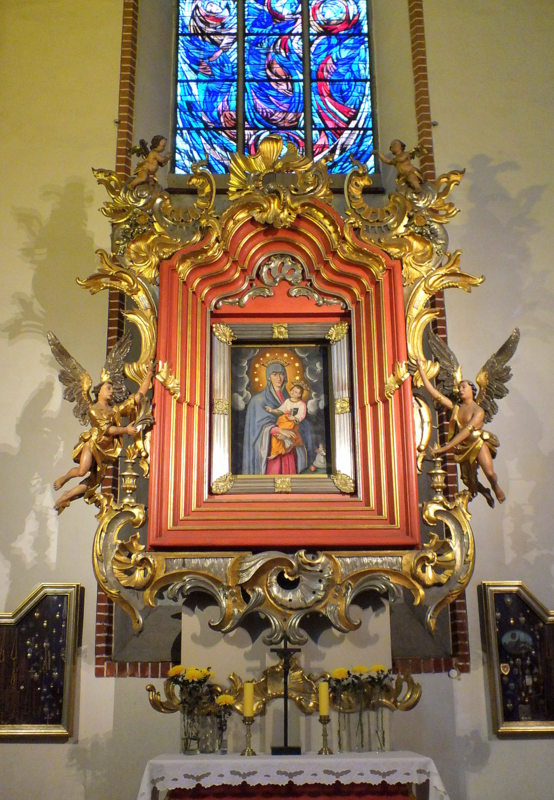
Ołtarz MB Podkamieńskiej

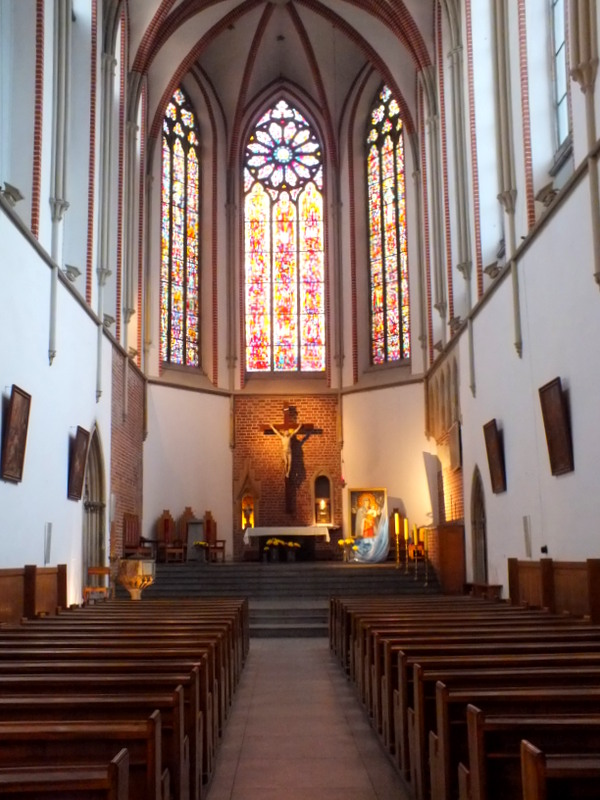
Wnętrze kościoła

W latach 1715–1730 w narożniku południowym ramienia transeptu nawy świątyni powstała barokowa kaplica błogosławionego Czesława, w której spoczywa alabastrowa trumna z jego relikwiami. Kaplica została ufundowana w związku z beatyfikacją Czesława przez biskupa Wrocławia biskupa Franza Ludwiga von Neuburga, rodziny należące do śląskiej arystokracji katolickiej oraz dominikanów. Wystrój rzeźbiarski został wykonany przez Georga Leonharda Webera (ok. 1675–1732) ze Świdnicy oraz Franza Josepha Magnoldta (zm. 1761) z Wrocławia. Obrazy i część fresków namalował nadworny malarz biskupa, Johann Franz de Backer oraz Johann Jacob Eybelwieser (1666–1744). Całością prac kierował o. Ceslaus Schmal OP, który po śmierci został pochowany u boku swego patrona w krypcie kaplicy.
Po sekularyzacji zakonu w 1810 kościół przekształcono w parafialny, zaś zabudowania klasztorne, użytkowane jako magazyn, wyburzono w 1900, pozostawiając tylko refektarz, który nakryty dachem mansardowym stanowił osobny budynek. Został on na nowo połączony z kościołem nowym budynkiem klasztornym zaprojektowanym przez Macieja Małachowicza, ukończonym ostatecznie w 2008 r., wykorzystywanym przez dominikanów.
W czasie II wojny światowej kościół został silnie zniszczony. Pierwszy etap odbudowy pod kierunkiem Jerzego Rzepeckiego miał miejsce w latach 1953–1955. W latach 70. XX w. Maria Teresa Reklewska zaprojektowała dla kościoła nowe witraże, zrealizowane w latach 1981–1982. Rekonstrukcję uwieńczyła odbudowa hełmu w formach wzorowanych na gotyku przez Edmunda Małachowicza.
Po II wojnie światowej kościół służył dominikanom, którzy od lat 50. XX w. prowadzili parafię obejmującą Stare Miasto i część Przedmieścia Świdnickiego, obejmującą obszar ograniczony ulicami Błogosławionego Czesława, Piotra Skargi, Kołłątaja, Kościuszki, Dąbrowskiego, Komuny Paryskiej, Podwale i al.  Słowackiego. W maju 1999 r. zaleceniem ówczesnego prowincjała dominikanów, o. Macieja Zięby, parafię św. Wojciecha zniesiono i podzielono ją między trzy kościoły: część parafii leżącą na zachód od ul. Dworcowej (ul. Kościuszki, Podwale i Kołłątaja nr 27/28–35) do kościoła Bożego Ciała, zaś tę leżącą na wschód od Dworcowej – do kościoła św. Maurycego; obszar przy ulicy Piotra Skargi i Wzgórzu Partyzantów natomiast przypisano do parafii Św. Doroty. Wraz ze zniesieniem parafii św. Wojciecha z Wrocławia wyjechały siostry dominikanki. Siostry mieszkały przy kościele św. Wojciecha, gdyż klasztor św. Katarzyny, należący wcześniej do sióstr klauzurowych, mieszczący się przy obecnej ulicy Purkyniego, nie został odzyskany. 
W kościele od 1959 znajduje się obraz Matki Bożej Podkamieńskiej z dawnego klasztoru dominikanów w Podkamieniu na dzisiejszej Ukrainie.

## Galeria

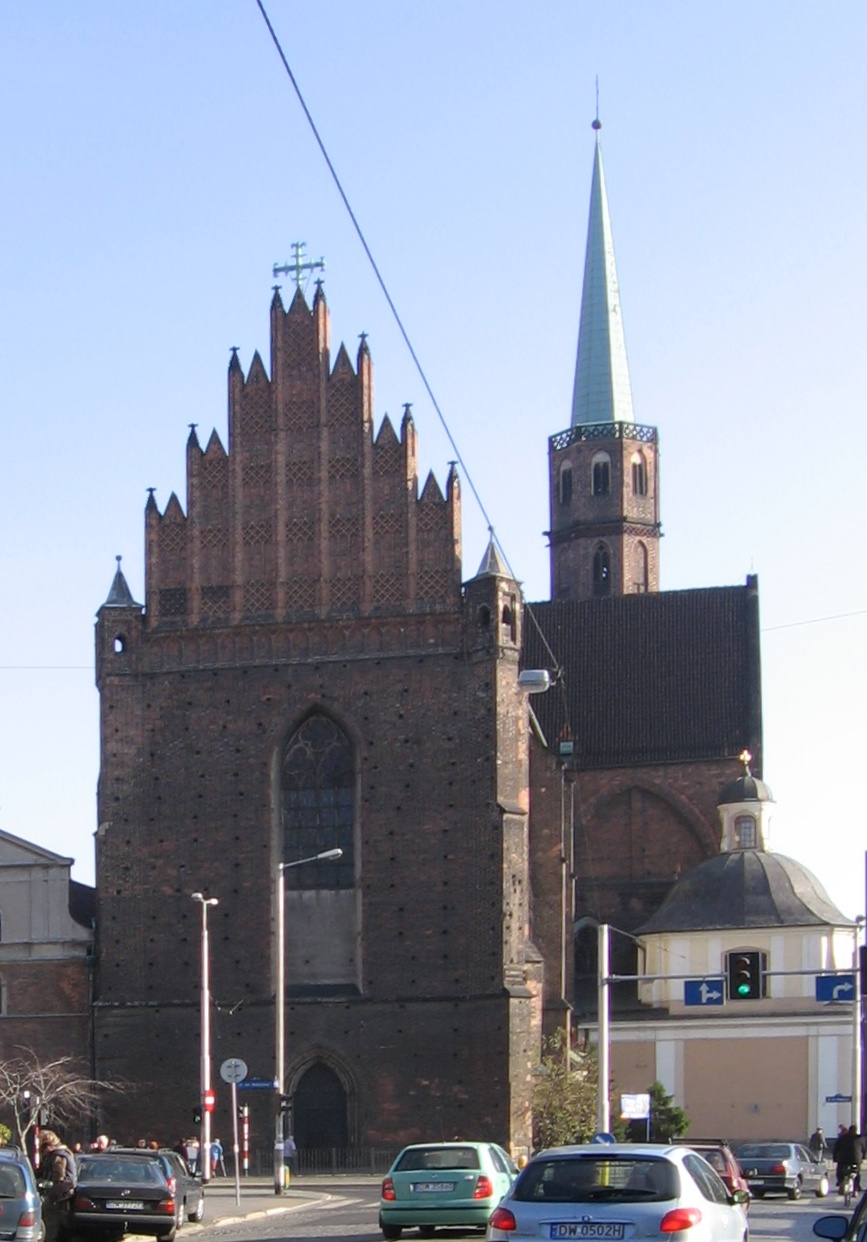
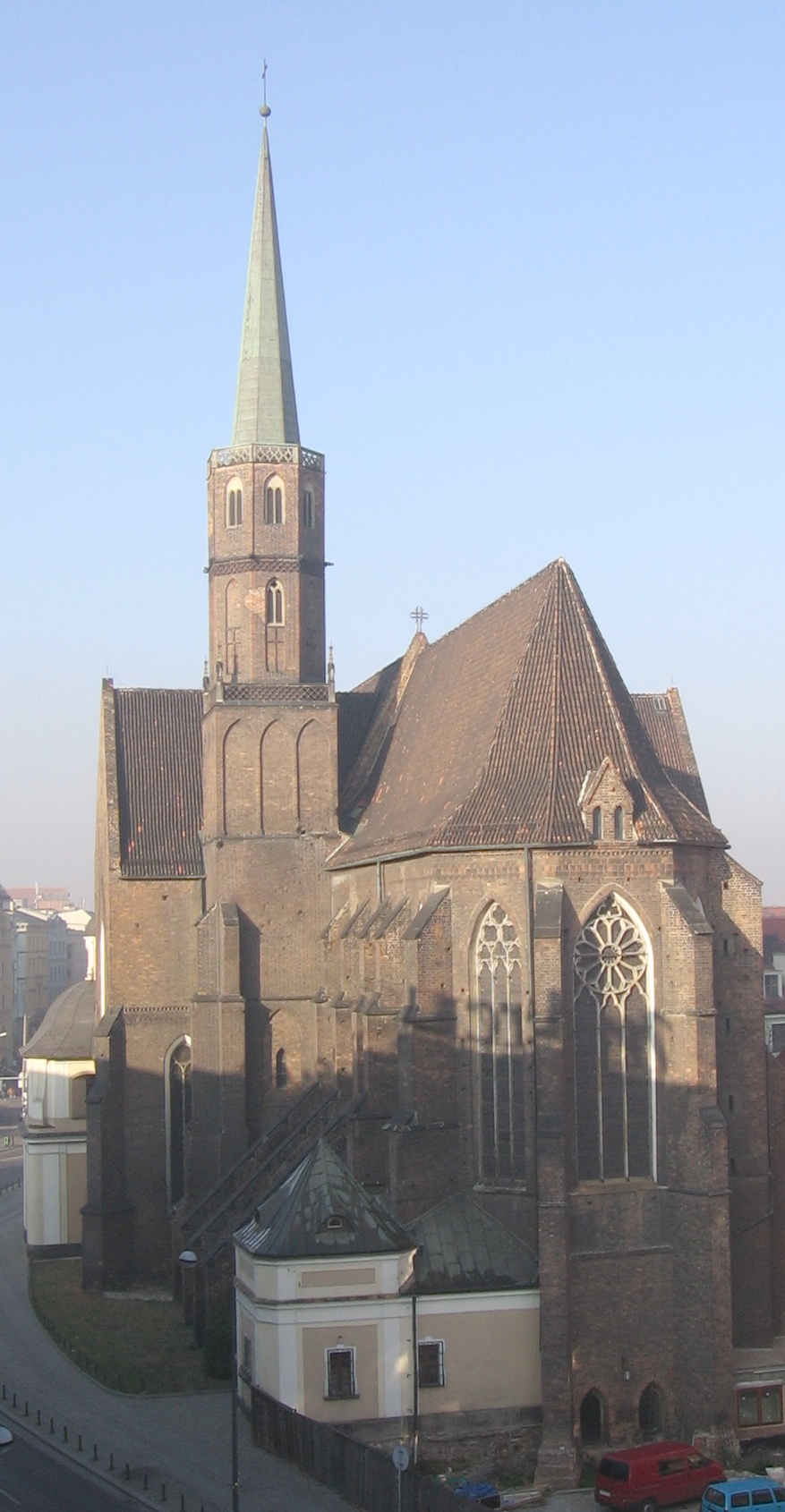
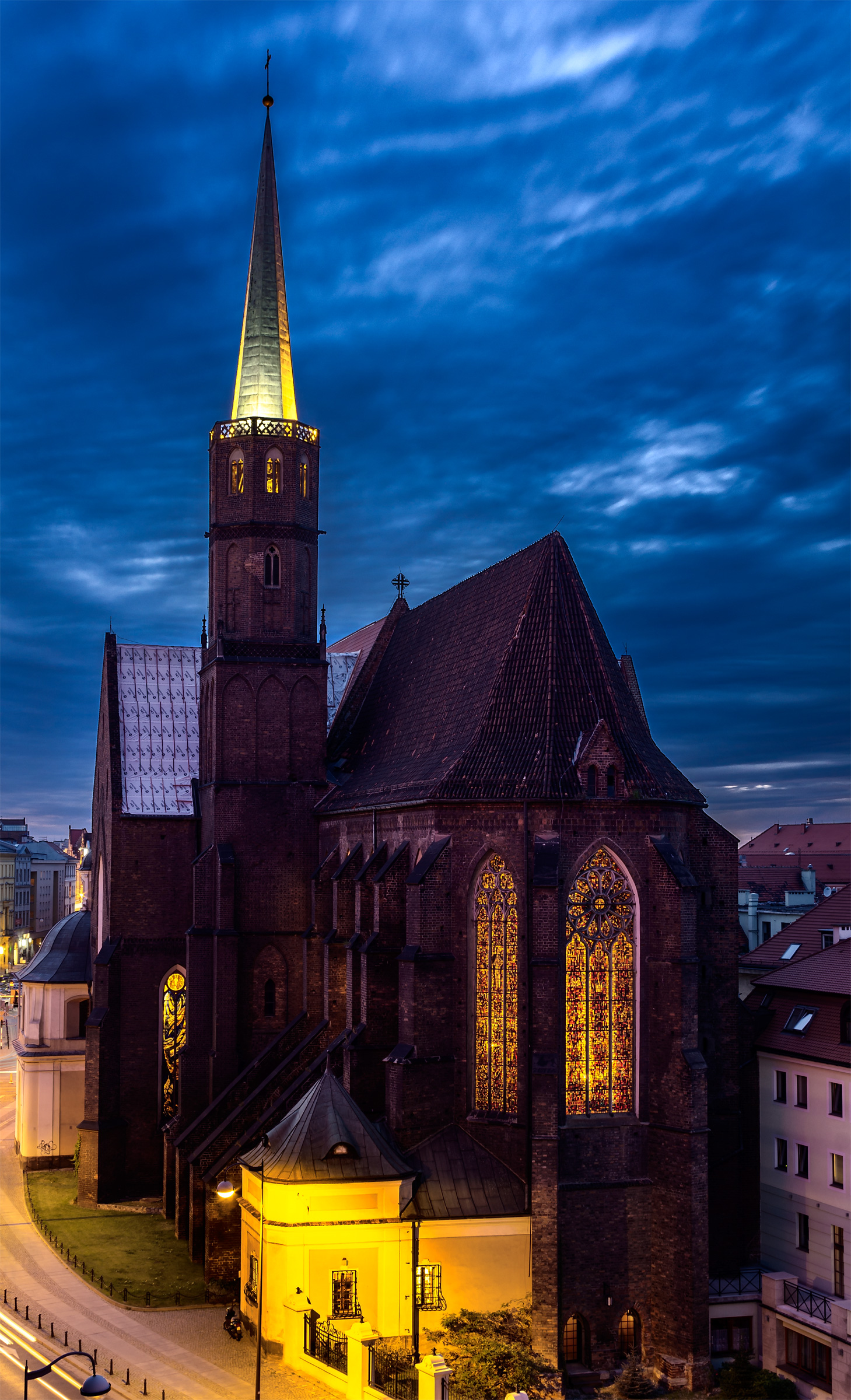
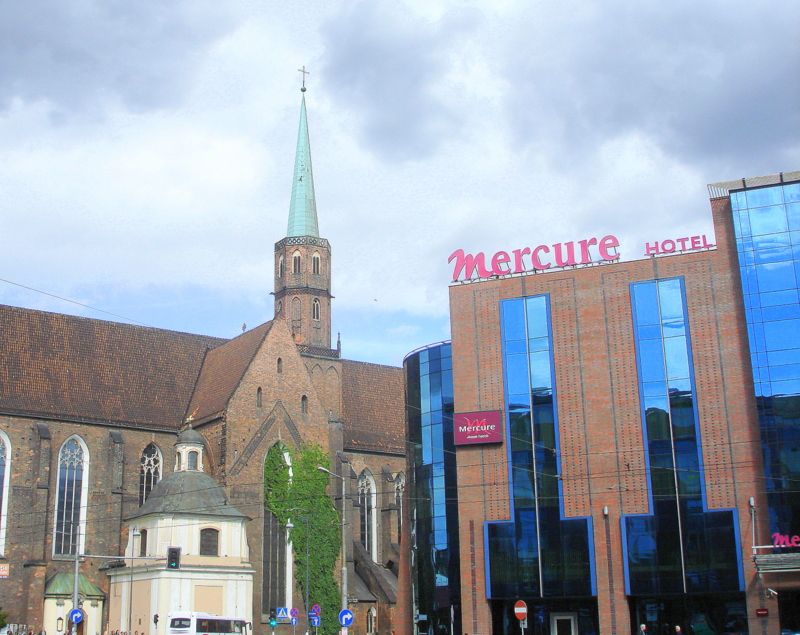
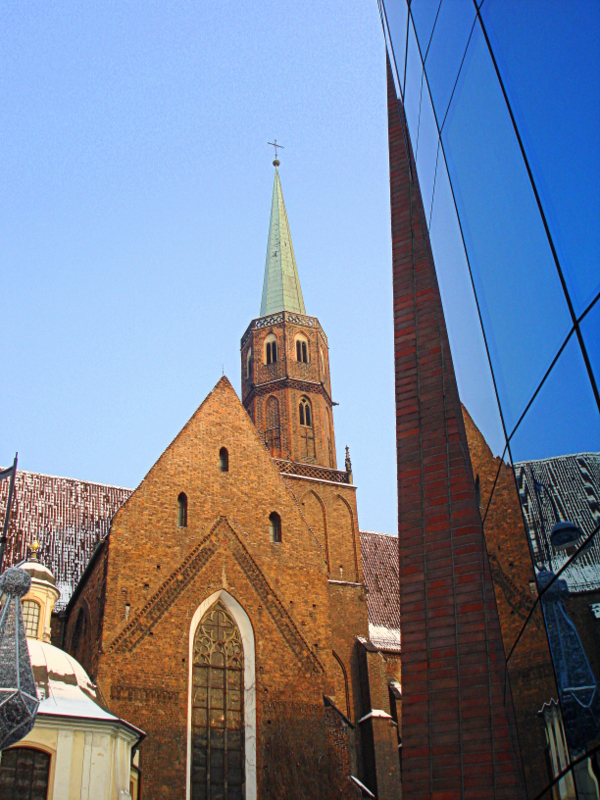
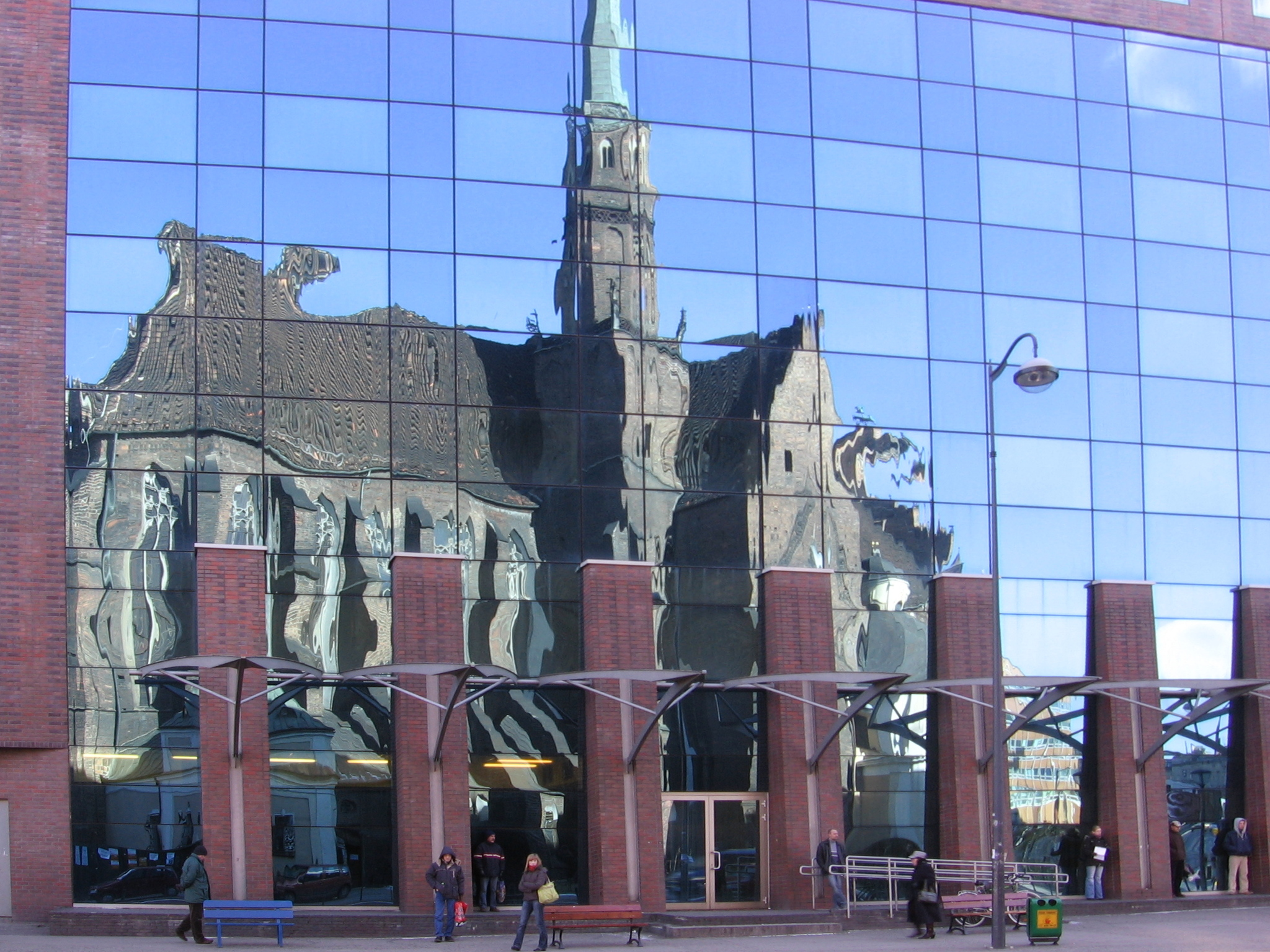